# Latvijas Pasts
Das Latvijas Pasts ist das staatliche Postunternehmen Lettlands. Es wurde 1992 nach der Unabhängigkeit Lettlands wiederbelebt. Die Aktivitäten des Unternehmens begannen aber schon 1632. Die Haupttätigkeiten der Post konzentrieren sich heute auf das Postwesen, das Finanzwesen sowie die Philatelie und den IT-Service.